# Heliotropium madagascariense
Heliotropium madagascariense är en strävbladig växtart som först beskrevs av Wilhelm Vatke, och fick sitt nu gällande namn av Ivan Murray Johnston. Heliotropium madagascariense ingår i Heliotropsläktet som ingår i familjen strävbladiga växter. Inga underarter finns listade i Catalogue of Life.